# Purpuradusta
Purpuradusta Schilder, 1939 è un genere di molluschi gasteropodi appartenente alla famiglia Cypraeidae.

## Tassonomia
Il genere comprende le seguenti specie:
- Purpuradusta barbieri (Raybaudi, 1986)
- Purpuradusta fimbriata (Gmelin, 1791)
- Purpuradusta gracilis (Gaskoin, 1849)
- Purpuradusta hammondae (Iredale, 1939)
- Purpuradusta microdon (J.E. Gray, 1828)
- Purpuradusta minoridens (Melvill, 1901)
- Purpuradusta oryzaeformis Lorenz & Sterba, 1999
- Purpuradusta serrulifera Schilder & Schilder, 1938